# Thomas Francis Kennedy
Thomas Francis Kennedy (Conshohocken, 23 marzo 1858 – Roma, 28 agosto 1917) è stato un arcivescovo cattolico statunitense.

## Biografia
Monsignor Thomas Francis Kennedy nacque a Conshohocken, Pennsylvania, il 23 marzo 1858. Suo padre, Patrick, era operaio.

### Formazione e ministero sacerdotale
Venne educato in una scuola pubblica locale, la St. Matthew's School e poi nel seminario di Treemont. All'età di 17 anni divenne docente presso la St. Matthew's High School e poi ne divenne preside. Studiò per il sacerdozio al seminario "San Carlo Borromeo" e poi presso il Pontificio collegio americano del Nord.
Il 24 luglio 1887 a Roma fu ordinato presbitero dal cardinale Lucido Maria Parocchi per l'arcidiocesi di Filadelfia. Dopo essere tornato in Pennsylvania, si iscrisse nella facoltà del seminario "San Carlo Borromeo". Il 14 giugno 1901 venne nominato il rettore del Pontificio collegio americano del Nord.

### Ministero episcopale
Il 16 dicembre 1907 papa Pio X lo nominò come vescovo titolare di Adrianopoli di Onoriade. Ricevette l'ordinazione episcopale il 29 dello stesso mese dal cardinale Girolamo Maria Gotti, prefetto della Congregazione De Propaganda Fide, coconsacranti l'arcivescovo metropolita di San Francisco Patrick William Riordan e il vescovo titolare di Filadelfia di Lidia William Giles.
Il 17 giugno 1915 papa Benedetto XV elevò alla dignità arcivescovile con il titolo di Seleucia di Isauria.
Morì a Roma il 28 agosto 1917 all'età di 59 anni. La sua salma venne tumulata nella cappella mortuaria del Pontificio collegio americano del Nord nel cimitero del Verano.

## Ritratti
Nel maggio 1907, dipingendo il primo ritratto di papa Pio X, l'artista svizzero-americano Adolfo Müller-Ury completò il primo di due ritratti di monsignor Kennedy. Questo ritratto di busto di forma ovale è descritto dal New York Evening Mail come "a tinte calde e attraente" e venne esposto dal gennaio al febbraio 1908 nella galleria di Knoedler a New York, nella galleria Corcoran a Washington e a Filadelfia, prima di essere inviato alle due sorelle di monsignor Kennedy, Theresa e Margaret. Esse poi lo cedettero al seminario "San Carlo Borromeo" di Overbrook dove oggi si trova al di fuori della sala Eakins. Il secondo e più grande ritratto di monsignor Kennedy venne realizzato sempre da Adolfo Müller-Ury nel 1911 quando era a Roma per ritrarre nuovamente papa Pio X. Esso venne presentato all'Università Cattolica d'America a Washington e oggi si trova nel Pontificio collegio americano del Nord.

## Genealogia episcopale
La genealogia episcopale è:
- Cardinale Scipione Rebiba
- Cardinale Giulio Antonio Santori
- Cardinale Girolamo Bernerio, O.P.
- Arcivescovo Galeazzo Sanvitale
- Cardinale Ludovico Ludovisi
- Cardinale Luigi Caetani
- Cardinale Ulderico Carpegna
- Cardinale Paluzzo Paluzzi Altieri degli Albertoni
- Papa Benedetto XIII
- Papa Benedetto XIV
- Papa Clemente XIII
- Cardinale Marcantonio Colonna
- Cardinale Giacinto Sigismondo Gerdil, B.
- Cardinale Giulio Maria della Somaglia
- Cardinale Carlo Odescalchi, S.I.
- Cardinale Costantino Patrizi Naro
- Cardinale Lucido Maria Parocchi
- Cardinale Girolamo Maria Gotti, O.C.D.
- Arcivescovo Thomas Francis Kennedy